# Next Space Technologies for Exploration Partnerships
Next Space Technologies for Exploration Partnerships (NextSTEP) – program NASA ogłoszony w październiku 2014, skierowany do prywatnych przedsiębiorstw, dotyczący opracowania koncepcji technicznych załogowej misji na Księżyc, asteroidy i Marsa. Beneficjenci poszczególnych rund programu są wyłaniani w drodze konkursów.

## Ogólne założenia programu
Przyjęto następujące założenia dla misji:
- Podstawowym elementem załogowej eksploracji dalszej przestrzeni kosmicznej (czyli poza orbitą okołoziemską) jest statek Orion, który zapewni 4-osobowej załodze pobyt w kosmosie do 21 dni.
- Wydłużenie czasu pobytu w kosmosie do 60 dni uzyska się przez zastosowanie dodatkowego modułu Exploration Augmentation Module (EAM). Może on składać się z kilku segmentów.
- EAM będzie wykorzystany do lotów wokółksiężycowych, a także w misjach do asteroid.
- Rozbudowany EAM lub zestaw kilku takich modułów będzie następnie wykorzystywany w misji na Marsa.
- EAM powinien być gotowy do użytkowania w połowie lat 20.

## Runda NextSTEP
Program NextSTEP został ogłoszony przez NASA 28 października 2014, z terminem zgłaszania propozycji do 12 grudnia 2014. NASA oczekiwała od uczestników przeprowadzenia studiów koncepcyjnych, rozpoznania dostępnych technologii oraz opracowania koncepcji wykorzystania EAM. Dwunastu zwycięzców konkursu ogłoszono 30 marca 2015. Zwycięskie projekty zostały podzielone na trzy kategorie: zaawansowane napędy, moduły EAM, małe satelity do badań księżycowych. Przedsiębiorstwa te uzyskały kontrakty o wartości około miliona USD każdy, na okres jednego roku, przeznaczone na rozwinięcie zaprezentowanych zwycięskich koncepcji.
Zaawansowane napędy:
- Ad Astra Rocket Company – rozwój i testy zaawansowanej wersji silnika VASIMR,
- Aerojet Rocketdyne – silnik elektryczny,
- MSNW – tradycyjny silnik wysokiej mocy, którego będzie mógł być napędzany paliwami wyprodukowanymi na Księżycu lub Marsie.

Moduł mieszkalny EAM:
- Bigelow Aerospace – habitat,
- Boeing – habitat,
- Dynetics Inc. – efektywne pozbywanie się CO2,
- Hamilton Sundstrand – modularny system podtrzymywania życia,
- Lockheed Martin – habitat,
- Orbital ATK – habitat,
- Orbital Technologies – system podtrzymywania życia.

Małe satelity:
- Lockheed Martin – CubeSat do zabrania z misją wokółksiężycową,
- Morehead State University – CubeSat do poszukiwania lodu na Księżycu.

W grupie modułów mieszkalnych EAM wybrano koncepcje habitatów autorstwa następujących czterech firm:

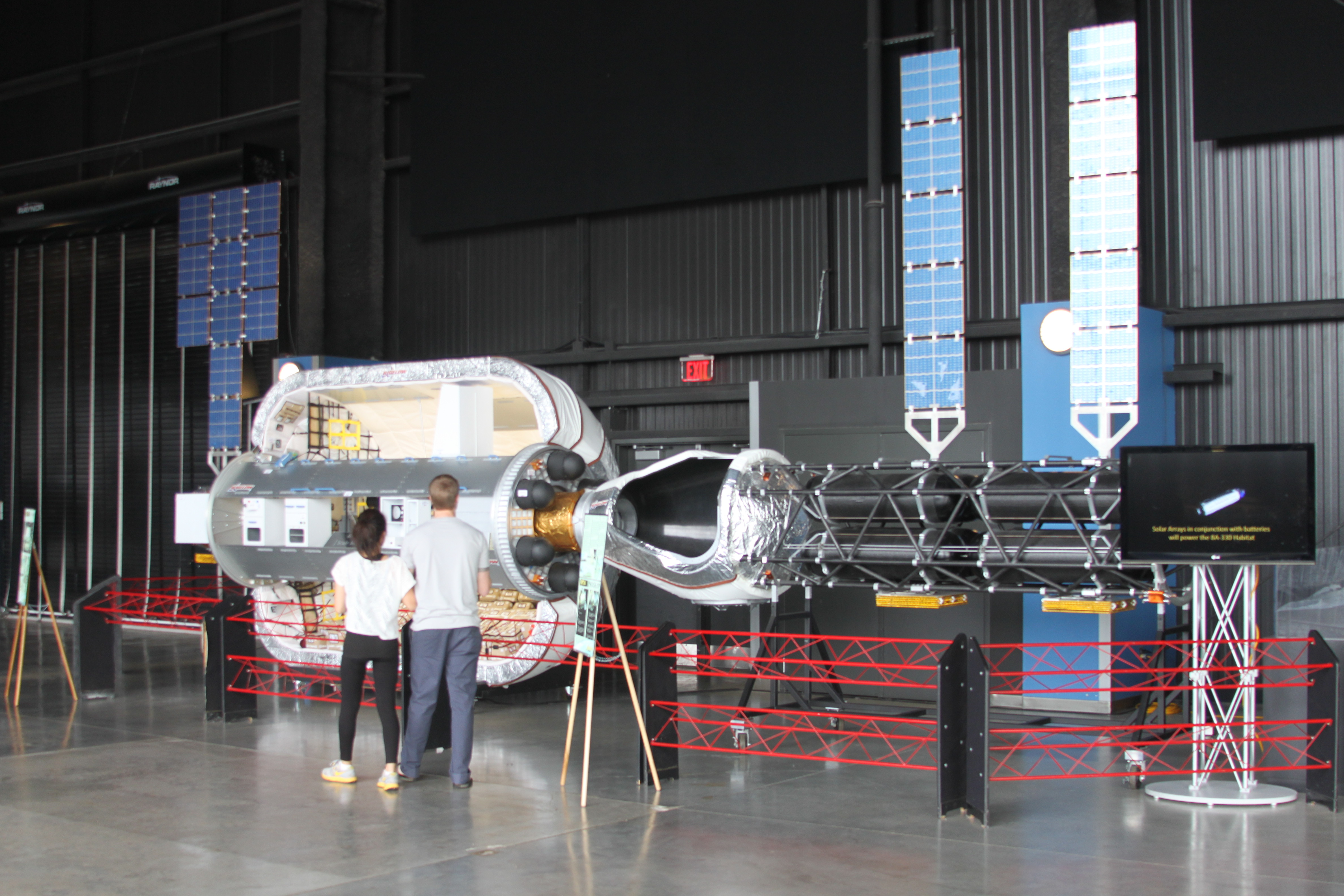
Pomniejszony model pojedynczego modułu B330 firmy Bigelow Aerospace (2012)

### Bigelow Aerospace
Bigelow Aerospace zaproponował wykorzystanie projektowanych przez siebie modułów B330. EAM składałby się z dwóch takich modułów. Jest to jedyny projekt wykorzystujący elastyczne (nadmuchiwane) moduły, w których chce specjalizować się firma Roberta Bigelowa. Kilkukrotne zwiększenie objętości modułu już na orbicie oraz jego niska masa pozwalają uzyskać przestrzeń życiową niedostępną dla tradycyjnych metalowych modułów. Powodzenie tej koncepcji będzie w dużej mierze zależeć od wyników testów mniejszego modułu BEAM, które przez dwa lata będą prowadzone na Międzynarodowej Stacji Kosmicznej (ISS) od maja 2016.

### Boeing
Boeing proponuje zastosować nowy sprzęt – prosty i tani metalowy habitat, którego wielomodułowość pozwoli na elastyczną konfigurację. Projekt ma korzystać z rozwiązań stosowanych już przez NASA i przedsiębiorstwa komercyjne.

### Lockheed Martin
Lockheed Martin chce wykorzystać możliwości zmodyfikowanego statku Orion budowanego przez tę firmę dla NASA, co ma obniżyć koszty, oraz dołożyć do niego niewielki metalowy moduł, który wykonałby potentat w tej dziedzinie – europejska firma Thales Alenia Space, wytwarzająca m.in. moduły dla statków dostawczych do stacji ISS, takich jak MPLM i Cygnus (eksploatowany obecnie przez Orbital ATK). Koncepcja opiera się zatem na wykorzystaniu dobrze sprawdzonych już rozwiązań.

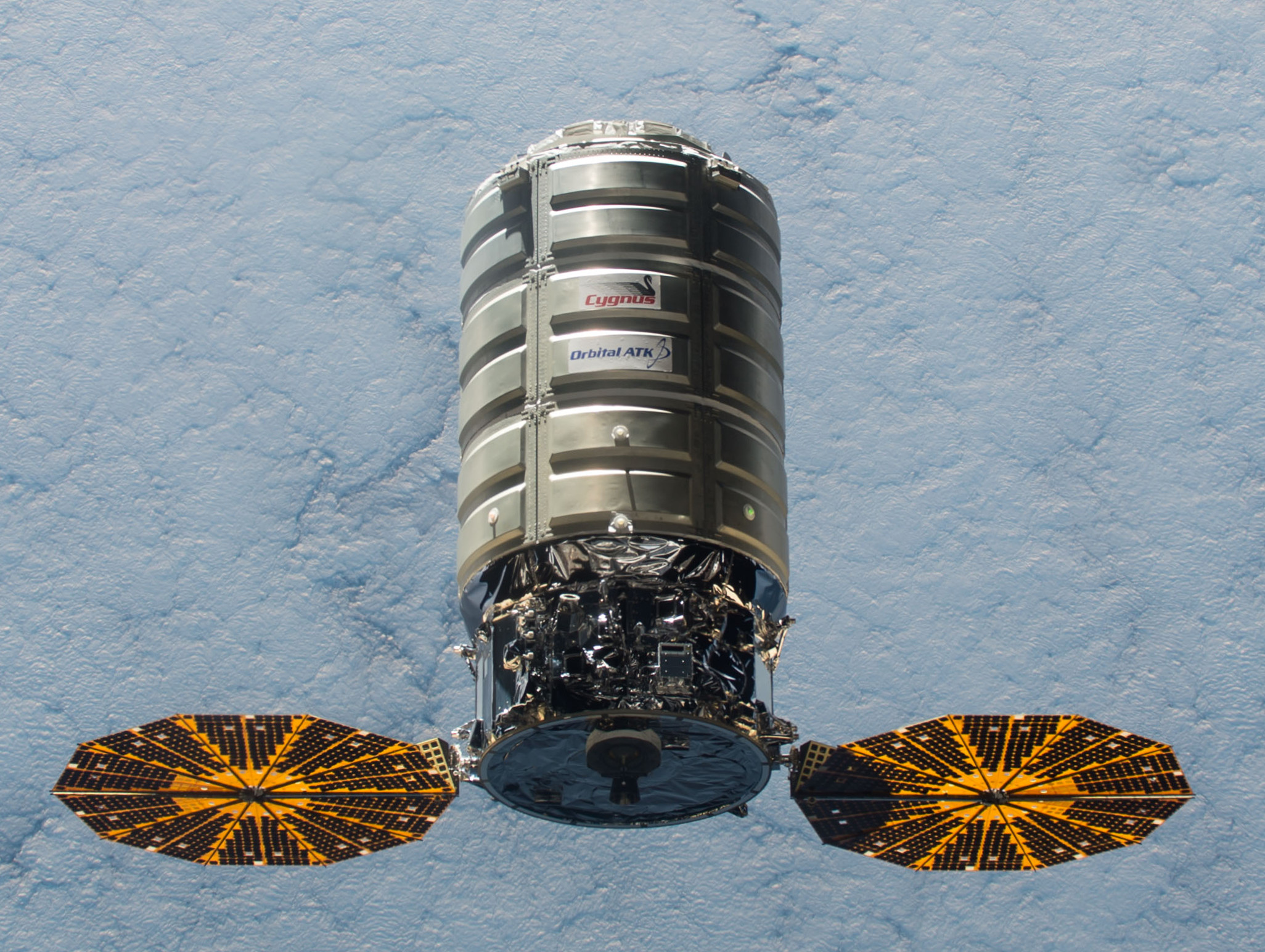
Pojedynczy statek Cygnus firmy Orbital ATK (2015)

### Orbital ATK
Orbital ATK również proponuje wykorzystać sprawdzone rozwiązania – statki Cygnus w obecnie stosowanym kształcie. Kilka takich statków, po odpowiednim wyposażeniu, utworzyłoby kompleks zbliżony strukturą do dawnej rosyjskiej stacji Mir.

### Systemy podtrzymywania życia załogi
W tej grupie zadań programu NextSTEP kontrakty otrzymały trzy firmy: Dynetics Inc., Hamilton Sundstrand oraz Orbital Technologies.

## Runda NextSTEP-2
W marcu 2016 NASA poinformowała o przystąpieniu do kontynuacji programu NextSTEP, nazwanej NextSTEP-2. Program został ogłoszony w kwietniu 2016. Jego celem jest kontynuacja wybranych projektów, łącznie z tymi, które przeszły zwycięsko przez rundę NextSTEP i zostały nagrodzone kontraktami. Druga runda obejmie także walidację prototypów tych modułów. Czas trwania poszczególnych kontraktów będzie różny w zależności od ich złożoności, i maksymalnie może wynosić do 5 lat. Kwota wstępnie przeznaczona na tę rundę wynosi ok. 65 mln USD.

## Finansowanie programu NextSTEP
| Runda (lata)                 | NextSTEP-1 (2015–2016) | NextSTEP-2 (2016–2018) | - | - | - | Razem (2015–2018) |
| ---------------------------- | ---------------------- | ---------------------- | - | - | - | ----------------- |
| Moduły mieszkalne (habitaty) |                        |                        |   |   |   |                   |
| Bigelow Aerospace            | 745 160                | ?                      | - | - | - | 745 160           |
| The Boeing Company           | 1 003 256              | ?                      | – | – | – | 1 003 256         |
| Lockheed Martin              | 982 039                | ?                      | - | - | – | 982 039           |
| Orbital ATK                  | 999 998                | ?                      | - | - | - | 999 998           |
| Systemy podtrzymywanie życia |                        |                        |   |   |   |                   |
| Dynetics                     | 998 114                | ?                      | – | – | – | 998 114           |
| Orbital Technologies         | 600 000                | ?                      | – | – | – | 600 000           |
| UTC Aerospace Systems        | 824 829                | ?                      | – | – | – | 824 829           |
| Inne                         |                        |                        |   |   |   |                   |
| ?                            | 0                      | –                      | – | – | – | 0                 |
| Razem:                       | 6 153 396              | -                      | - | - | - | 6 153 396         |
| .                            |                        |                        |   |   |   |                   |